# Arado Ar 67
Arado Ar 67 là một loại máy bay tiêm kích hai tầng cánh tiếp nối loại Ar 65.

## Tính năng kỹ chiến thuật (Ar 67a)
Dữ liệu lấy từ 
Đặc tính tổng quan
- Kíp lái: 1
- Chiều dài: 7,9 m (25 ft 11 in)
- Sải cánh: 9,68 m (31 ft 9 in)
- Chiều cao: 3,1 m (10 ft 2 in)
- Diện tích cánh: 25,06 m2 (269,7 foot vuông)
- Trọng lượng rỗng: 1.270 kg (2.800 lb)
- Trọng lượng có tải: 1.660 kg (3.660 lb)
- Động cơ: 1 × Rolls-Royce Kestrel VI , 391 kW (525 hp)   để cất cánh

447,4 kW (600 hp) ở độ cao 3.352 m (10.997 ft)
477,2 kW (640 hp) ở độ cao 4.267 m (13.999 ft)
Hiệu suất bay
- Vận tốc cực đại: 295 km/h; 159 kn (183 mph) trên độ cao 3.770 m (12.369 ft)

340 km/h (211 mph) trên độ cao 3.770 m (12.369 ft)
- Trần bay: 9.299 m (30.510 ft)
- Vận tốc lên cao: 8 m/s (1.600 ft/min)
- Thời gian lên độ cao: 1.000 m (3.281 ft) trong 2,1 phút

5.000 m (16.404 ft) trong 9,5 phút
Vũ khí trang bị

- Súng: 2 × Súng máy MG 17 7,92 mm (0,312 in)